# Elsässer Straße (München)
Die Elsässer Straße ist eine Innerortsstraße im Stadtbezirk Au-Haidhausen (Nr. 5) von München.

## Verlauf
Die Straße beginnt in Verlängerung der Flurstraße an der Kirchenstraße und führt fast exakt nach Süden zur Orleansstraße, an der sie endet.

## Geschichte
Die zunächst 1872 nachgewiesene Elsass-Straße sollte einen etwas anderen Verlauf im Gelände des Klosters vom Guten Hirten haben, wurde so aber nicht realisiert. Erst 1897 kam es zur Namensgebung für den heutigen, verwirklichten Verlauf.

## Verkehr
Auf der Straße verkehrt eine Stadtbuslinie zum Ostbahnhof. Am Orleansplatz besteht Anschluss an die U-Bahn und die S-Bahn.

## Namensgeber
Die Straße am Rand des nach 1870 geschaffenen Franzosenviertels (Ostbahnhofviertel, geschütztes Ensemble E-1-62-000-48) in Haidhausen ist nach der ehemaligen französischen Region Elsass (Alsace; seit 2016 Teil der Region Grand Est) benannt, die nach dem Deutsch-Französischen Krieg 1870/71 im Frieden von Frankfurt an das Deutsche Reich abgetreten wurde.

## Charakteristik
Die Straße schließt im Norden noch an der Bebauung des Haidhauser Ortskerns mit Kleinhäusern an und bildet nach Süden eine Vorstadtstraße des Franzosenviertels. Das frühere Haus Nr. 5 gehörte bis 1968 zur Farbenfabrik Michael Huber (nach Huber ist ein Weg in der Nähe benannt). Später war hier das 2004 geschlossene Postamt München 80, das bis auf geringe Reste abgeräumt und durch einen Neubau ersetzt wurde, der der benachbarten Spicherenstraße zugeordnet ist.

## Denkmalgeschützte Häuser
- Nr. 9; Spicherenstraße 2: Mietshaus, fünfgeschossiger Neurenaissanceeckbau mit Walmdach, Ende 19. Jahrhundert (Denkmalliste D-1-62-000-1497)
- Nr. 11: Mietshaus, fünfgeschossiger Neurenaissancebau mit Mansarddach und Zwerchgiebel, 1896/97 (Denkmalliste D-1-62-000-1496)
- Nr. 13: Mietshaus, fünfgeschossiger Neubarockbau mit Mansarddach und Stuck, um 1890 (Denkmalliste D-1-62-000-1497)
- Nr. 14: Kleinhaus, erdgeschossiger Satteldachbau, wohl frühes 19. Jahrhundert; Gruppe mit Kirchenstraße 64/64a und 64b (Denkmalliste D-1-62-000-3444)
- Nr. 15: Mietshaus, fünfgeschossiger Neubarockbau mit Mansarddach und Stuckdekor, um 1890 (Denkmalliste D-1-62-000-1498)
- Nr. 17: Mietshaus, fünfgeschossiger schlichter Neurenaissancebau mit Satteldach, Ende 19. Jahrhundert (Denkmalliste D-1-62-000-1499)
- Nr. 22: Mietshaus, fünfgeschossiger Jugendstilbau mit Satteldach und Giebel, Doppelerkerfassade mit Eisenbalkons und sehr reicher Dekoration, von Rosa Barbist, 1903 (Denkmalliste D-1-62-000-1500)
- Nr. 23: Mietshaus, fünfgeschossiger abgewalmter Neubarockbau in Ecklage mit Zwerchgiebel und Erkern, bezeichnet 1902 (Denkmalliste D-1-62-000-1501)
- Nr. 25: Mietshaus, fünfgeschossiger Neubarockbau mit Satteldach und Zwerchgiebel, von Jakob Heilmann und Max Littmann, 1902 (Denkmalliste D-1-62-000-1502)
- Nr. 26: Mietshaus, fünfgeschossiger Satteldachbau in deutscher Renaissance, mit zwei Flacherkern und reichem Stuckdekor, teilweise farbig, um 1900 (Denkmalliste D-1-62-000-1503)
- Nr. 28: Mietshaus, fünfgeschossiger Satteldachbau mit Segmentbogengiebel, Flacherker und Putzgliederung, im Reformstil; Rückgebäude, dreigeschossig; vom Baugeschäft Heilmann und Littmann, 1911 (Denkmalliste D-1-62-000-1504)
- Nr. 30: Mietshaus, fünfgeschossiger Neubarockbau mit Mansarddach und Stuckdekor, Zwerchhaus mit Mansardzeltdach; Rückgebäude, Mietshaus, dreigeschossig; Hofunterkellerung; alle Teile nach Entwurf von Philipp Avril, 1900/01 (Denkmalliste D-1-62-000-1505)
- Nr. 31: Mietshaus, fünfgeschossiger Neubarockbau mit Mansarddach und geknickter Front, reich gegliederte Fassade mit Stuck, um 1890/1900 (Denkmalliste D-1-62-000-1506)
- Nr. 32: Mietshaus, fünfgeschossiger Neubarockbau mit Mansarddach und reicher Fassadengliederung mit Stuckdekor, am Zwerchhaus bez. 1901; Rückgebäude, Mietshaus; beide von Philipp Avril, 1900/01 (Denkmalliste D-1-62-000-1507)
- Nr. 33: Mietshaus, fünfgeschossiger Neurenaissance-Eckbau mit Mansarddach, von Fritz Schönmann, 1894 (Denkmalliste D-1-62-000-1508)
- Nr. 34: Mietshaus, fünfgeschossiger Mansarddachbau in deutscher Renaissance, mit Stuckdekor und Zwerchhaus, um 1900; Gruppe mit Nr. 36 (Denkmalliste D-1-62-000-1509)
- Nr. 36: Mietshaus, fünfgeschossiger Eckbau mit Mansarddach, Zwerchhäusern und Erkerturm an der Ecke, Stuckdekor, in den Formen der deutschen Renaissance, um 1900; Gruppe mit Nr. 34 (Denkmalliste D-1-62-000-1510)

Siehe auch die Liste der Baudenkmäler in Haidhausen

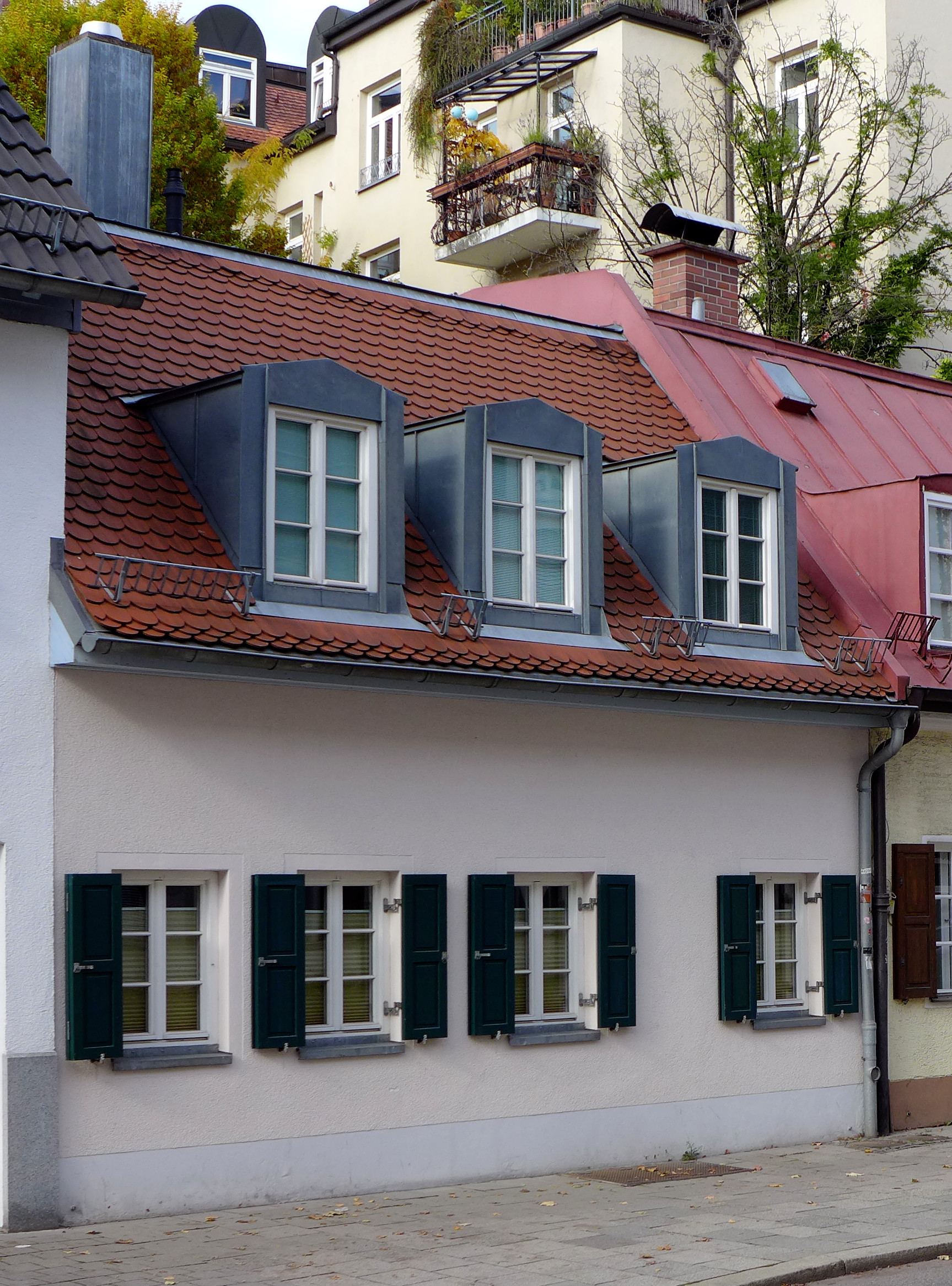
Kleinhaus Elsässer Straße 14
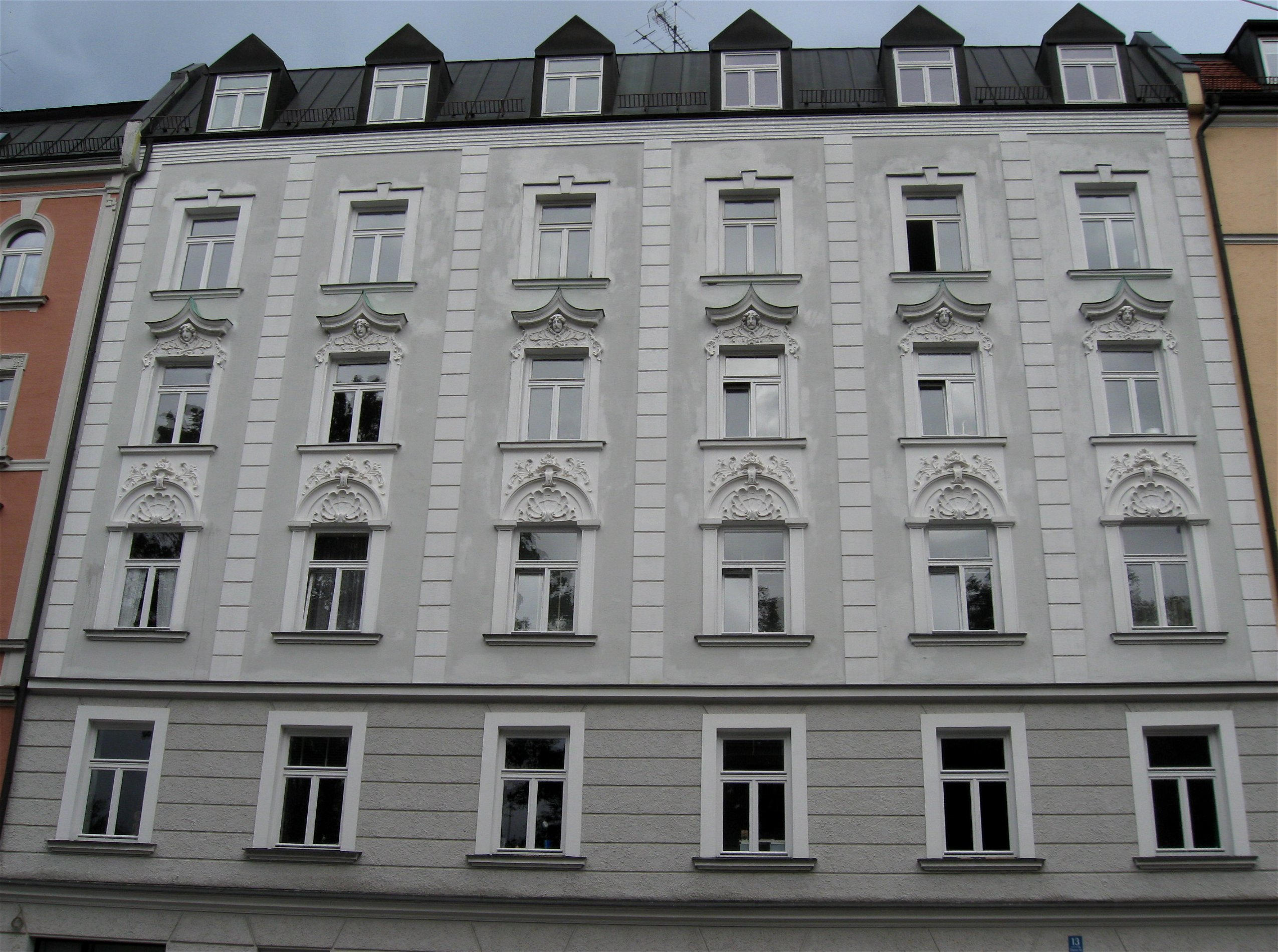
Elsässer Straße 13
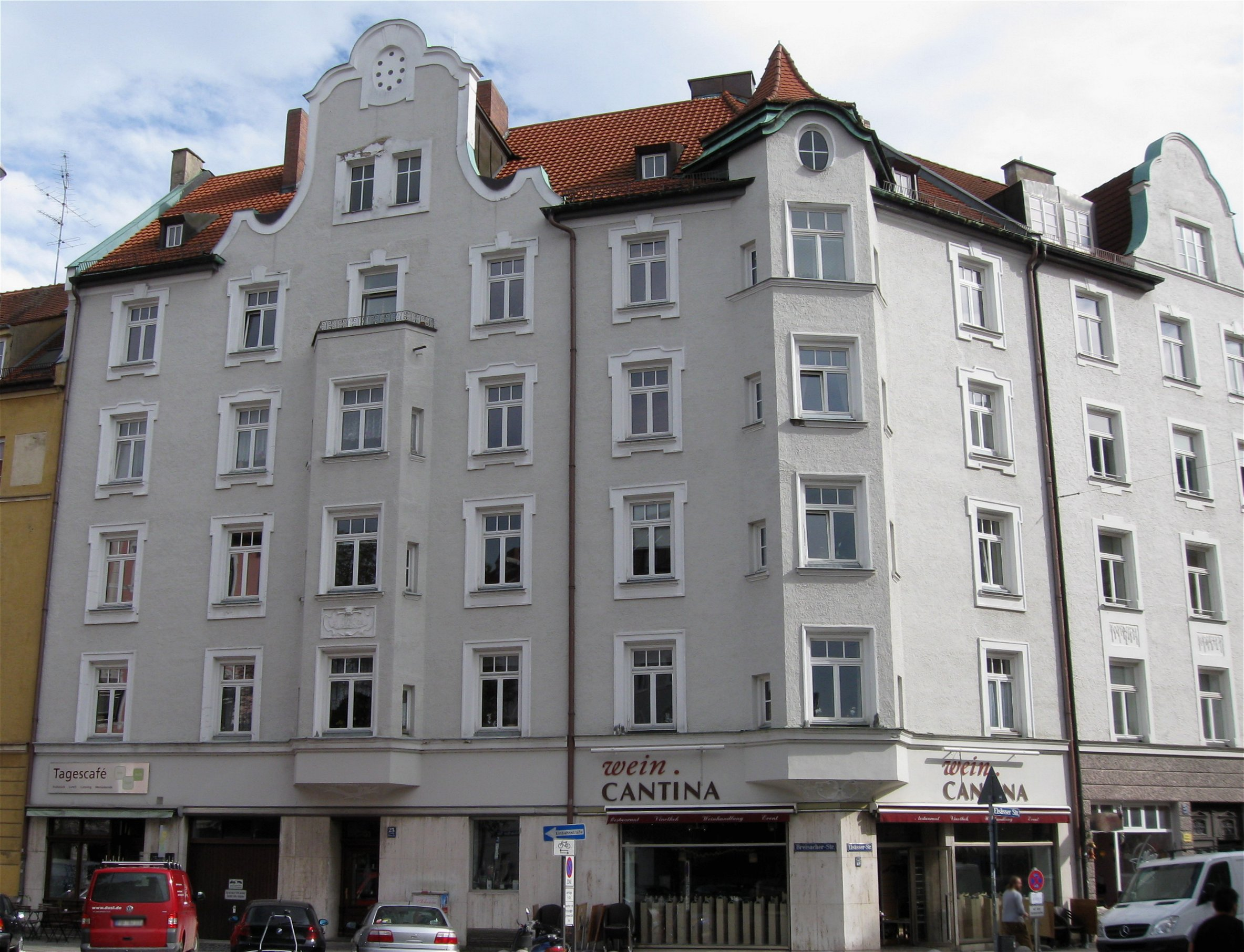
Elsässer Straße 23
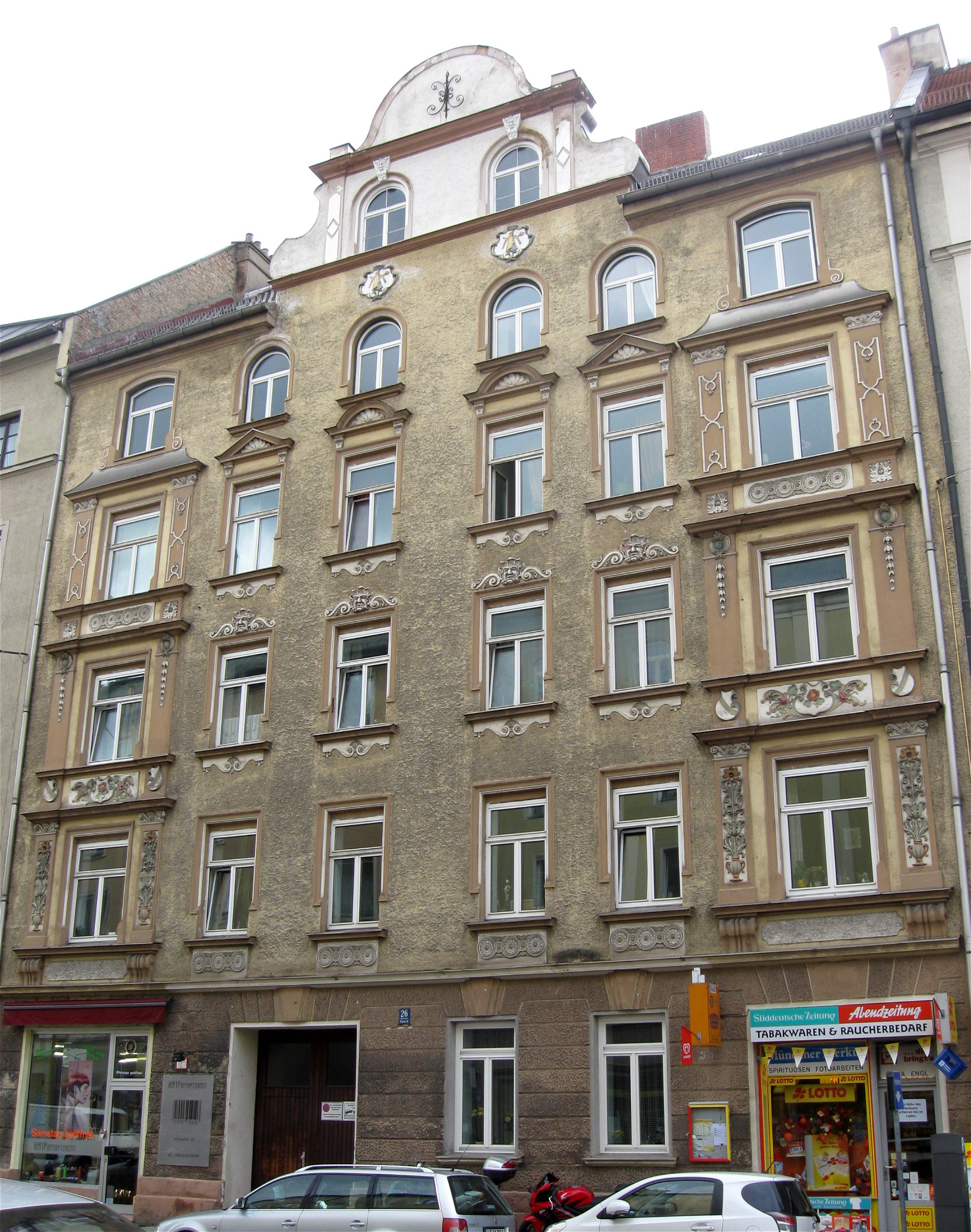
Elsässer Straße 26
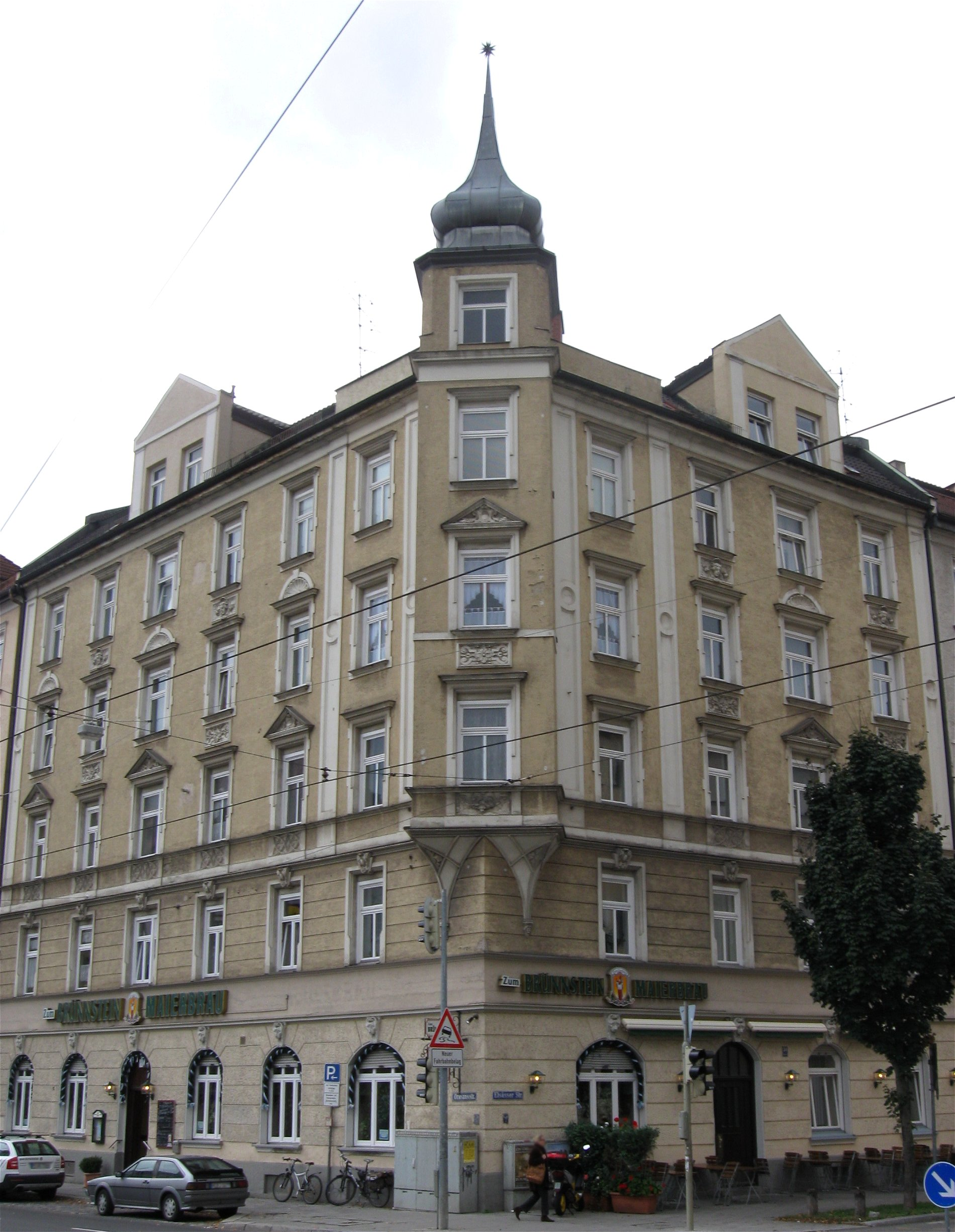
Elsässer Straße 36